# Raíz de una función
Si busca la raíz enésima de un número, vea Función raíz.

ƒ(x)=cosx en el intervalo [-2π,2π], las intersecciones con el eje x de las coordenadas cartesianas (las raíces) están indicadas en rojo: -3π/2, -π/2, π/2, 3π/2.

En matemática, se conoce como raíz de un polinomio o cero de una función (definida sobre un cierto cuerpo algebraico) f(x) a todo elemento x perteneciente al dominio de dicha función tal que se cumpla:

{\displaystyle f(x)=0\,}.

Por ejemplo, dada la función:

{\displaystyle f(x)=x^{2}-6x+8\,}

Planteando y resolviendo la ecuación:

{\displaystyle 0=x^{2}-6x+8\,}

Se tiene que 2 y 4 son raíces (ver ecuación de segundo grado) ya que f(2) = 0 y f(4) = 0.

## Búsqueda de raíces
- Dado el caso de que tanto el dominio como la imagen de la función sean los números reales (denominadas funciones reales) entonces los puntos en los que el gráfico corta al eje de las abscisas es una interpretación gráfica de las raíces de dicha función.
- El teorema fundamental del álgebra determina que todo polinomio en una variable compleja y de grado n tiene n raíces (contando sus multiplicidades). Aun así, Las raíces de los polinomios reales no son necesariamente reales; algunas de ellas, o incluso todas, pueden ser complejas.
- Una función trascendente como por ejemplo {\displaystyle \sin(x)\,} posee una infinidad de raíces, concretamente cualquier {\displaystyle x_{n}=n\pi ,\ n\in \mathbb {Z} } es raíz de esa función. En cambio la función {\displaystyle e^{z}} no se anula nunca sobre los números complejos.
- El número de raíces de una función holomorfa o una función analítica es un conjunto numerable sin puntos de acumulación.
- Uno de los problemas no resueltos más interesantes de la matemática moderna es encontrar las raíces de la función zeta de Riemann.
- La resolución numérica de ecuaciones no lineales es la utilización de un método numérico para encontrar raíces de una función de manera aproximada.

## Raíces simples y múltiples
Dada una función f que tiene una raíz r entonces se puede escribir dicha función como:

{\displaystyle f(x)=(x-r)f_{1}(x)\,}

Entonces se dice que:
- La raíz es simple si {\displaystyle f_{1}(r)\neq 0\,}
- La raíz es múltiple si {\displaystyle f_{1}(r)=0\,}, en este último caso la raíz se dice de orden n, siendo {\displaystyle \scriptstyle n>1\,}, cuando se puede escribir:

{\displaystyle f(x)=(x-r)^{n}f_{n}(x),\quad {\mbox{con}}\ f_{n}(r)\neq 0\,}

Con la definición anterior, pueden existir ceros múltiples de orden no finito. Por ejemplo la función definida como:

{\displaystyle f(x)={\begin{cases}\exp(-1/x^{2})&x>0\\0&x=0\end{cases}}}

Tiene un cero múltiple en x=0, ya que:

{\displaystyle f(x)=(x-0)f_{1}(x)\qquad f_{1}(x)={\begin{cases}{\cfrac {\exp(-1/x^{2})}{x^{n}}}&x>0\\0&x=0\end{cases}},\ n\in \mathbb {N} }

Como n puede tomarse tan grande como se quiera en la expresión anterior, se sigue que esa función no tiene un cero de orden finito.

## Métodos para buscar raíces
- Método de Newton-Raphson
- Método de la secante
- Método de bisección del intervalo
- Regula falsi

## Teoremas sobre raíces
Dada una función real o compleja el número de raíces es siempre numerable, pudiendo ser cero, número finito o un número infinito numerable.
- El teorema fundamental del álgebra afirma que cualquier polinomio de grado n sobre {\displaystyle \scriptstyle \mathbb {C} \,} tiene a lo sumo n raíces diferentes, y si se cuenta la multiplicidad de cada raíz entonces puede afirmarse que existen exactamente n raíces.
- La función {\displaystyle f:\mathbb {C} \to \mathbb {C} } dada por {\displaystyle f(z)=e^{z}\,} no tienen ninguna raíz ya que no se anula nunca.
- Las funciones reales {\displaystyle \sin(x)\,} y {\displaystyle \cos(x)\,} tienen un número infinito numerable de raíces.